# Schwepnitz
Schwepnitz è un comune di 2.652 abitanti della Sassonia, in Germania.
Appartiene al circondario (Landkreis) di Bautzen (targa BZ).